# Breuilpont
Breuilpont ist eine französische Gemeinde mit 1.212 Einwohnern (Stand: 1. Januar 2022) im Département Eure in der Region Normandie. Sie gehört zum Arrondissement Les Andelys und zum Kanton Pacy-sur-Eure. Die Einwohner werden Breuilpontois genannt.

## Geografie
Breuilpont liegt etwa 20 Kilometer ostsüdöstlich von Évreux am Fluss Eure, der die westliche Gemeindegrenze bildet. Umgeben wird Breuilpont von den Nachbargemeinden Hécourt im Norden, Villegats und Cravent im Nordosten, Villiers-en-Désœuvre im Osten, Bueil und Neuilly im Süden sowie Merey im Westen.

## Bevölkerungsentwicklung
| Jahr                       | 1962 | 1968 | 1975 | 1982 | 1990 | 1999 | 2006 | 2018 |
| Einwohner                  | 564  | 512  | 515  | 592  | 985  | 1111 | 1139 | 1222 |
| Quellen: Cassini und INSEE |      |      |      |      |      |      |      |      |

## Sehenswürdigkeiten

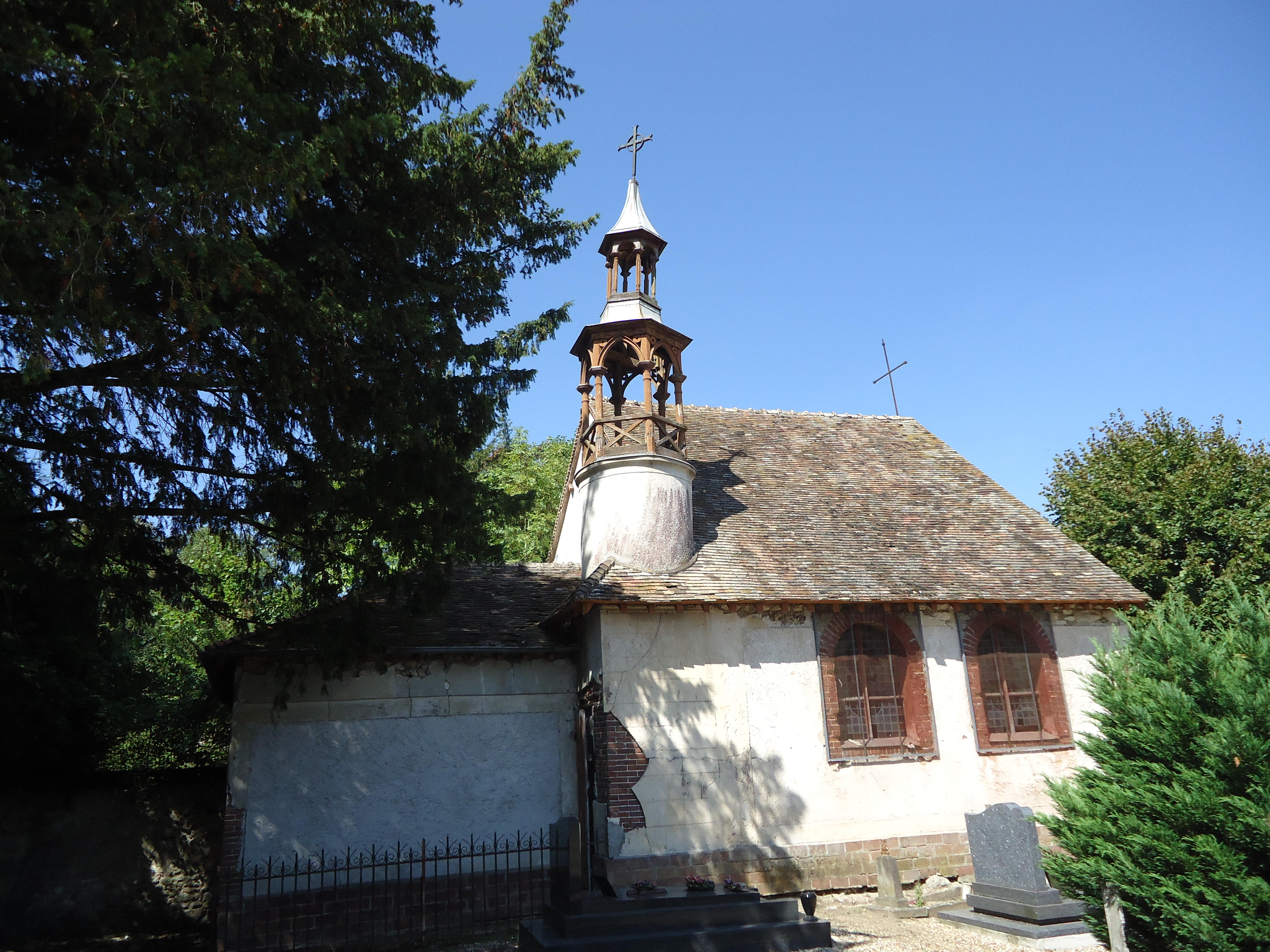
Alte Kirche Saint-Lubin

- Menhir, Monument historique seit 1950
- Kapelle von Lorey (alte Kirche Saint-Lubin)

## Persönlichkeiten
- Eugène II. de Ligne (1893–1960), Diplomat, Gerechter unter den Völkern